# Luis Ávila (boxeador)
Luis Ávila (nacido el 6 de diciembre de 1948) es un boxeador panameño. Compitió en el evento de peso gallo masculino en los Juegos Olímpicos de Verano de 1972.

## Trayectoria
Ávila representó a Panamá en los Juegos Olímpicos de Verano de 1972 en Múnich. Compitió en la competencia de peso gallo. En el primer partido perdió ante el representante de España, Juan Francisco Rodríguez. Al final, se clasificó en el puesto 33 junto con otros seis competidores.

## Récord Amateur
| 0 Ganadas (0 knockouts), 1 Derrotas(0 knockouts), 0 Empates |        |                |      |              |            |                                |       |
| Res.                                                        | Récord | Oponente       | Tipo | Round Tiempo | Fecha      | Lugar                          | Notas |
| P                                                           | 0-1    | Juan Rodríguez | PTS  | 3 (3)        | 1972-08-27 | Olympiahalle, Múnich, Alemania |       |

## Récord Profesional
| 16 Ganadas (12 knockouts), 5 Derrotas(2 knockouts), 0 Empates |        |                     |      |              |            |                                                       |                                              |
| Res.                                                          | Récord | Oponente            | Tipo | Round Tiempo | Fecha      | Lugar                                                 | Notas                                        |
| P                                                             | 16-5   | Alcibíades Blandón  | TKO  | 6 (10)       | 1981-08-08 | Arena Panamá Al-Brown, Colón, Panamá                  |                                              |
| G                                                             | 16-4   | Humberto Mejía      | UD   | 10 (10)      | 1981-05-15 | Arena Panamá Al-Brown, Colón, Panamá                  |                                              |
| P                                                             | 15-4   | Sandy Martínez      | TKO  | 7 (12)       | 1980-12-13 | Gimnasio Nuevo Panamá, Juan Díaz, Panamá              | Pierde el tituló FECARBOX Super Bantam CMB   |
| P                                                             | 15-3   | Ulises Morales      | UD   | 10 (10)      | 1980-08-16 | Gimnasio Nuevo Panamá, Juan Díaz, Panamá              |                                              |
| G                                                             | 15-2   | Henry Ruiz          | TKO  | 11 (12)      | 1980-04-19 | Arena Panamá Al-Brown, Colón, Panamá                  | Defiende el tituló FECARBOX Super Bantam CMB |
| G                                                             | 14-2   | Dennis Moran        | TKO  | 12 (12)      | 1979-10-13 | Arena Panamá Al-Brown, Colón, Panamá                  | Gana el tituló FECARBOX Super Bantam CMB     |
| G                                                             | 13-2   | Jorge Miranda       | DQ   | 7 (10)       | 1978-10-13 | Arena Colón, Colón, Panamá                            |                                              |
| G                                                             | 12-2   | Roberto Collins     | KO   | 5 (10)       | 1978-07-01 | Arena Colón, Colón, Panamá                            |                                              |
| G                                                             | 11-2   | Sergio Del Cid      | TKO  | 2 (10)       | 1978-04-29 | Arena Colón, Colón, Panamá                            |                                              |
| P                                                             | 10-2   | José Peña           | UD   | 10 (10)      | 1976-08-07 | Arena Colón, Colón, Panamá                            |                                              |
| P                                                             | 10-1   | Rigoberto Riasco    | UD   | 12 (12)      | 1975-08-23 | Gimnasio Nuevo Panamá, Juan Díaz, Panamá              | Por el campeonato Pluma CBPP                 |
| G                                                             | 10-0   | José Lugo           | TKO  | 2 (10)       | 1975-07-26 | Gimnasio Nuevo Panamá, Juan Díaz, Panamá              |                                              |
| G                                                             | 9-0    | Mario Mendoza       | MD   | 10 (10)      | 1974-11-30 | Gimnasio Nuevo Panamá, Juan Díaz, Panamá              |                                              |
| G                                                             | 8-0    | Guillermo Hernández | TKO  | 2 (10)       | 1974-09-14 | Gimnasio Nuevo Panamá, Juan Díaz, Panamá              |                                              |
| G                                                             | 7-0    | Rodrigo González    | KO   | 2 (10)       | 1974-07-20 | Gimnasio Nuevo Panamá, Juan Díaz, Panamá              |                                              |
| G                                                             | 6-0    | Mario Phillips      | KO   | 2 (10)       | 1974-06-14 | Gimnasio Neco de la Guardia, Ciudad de Panamá, Panamá |                                              |
| G                                                             | 4-0    | Aníbal Lastra       | KO   | 3 (6)        | 1973-09-14 | Gimnasio Neco de la Guardia, Ciudad de Panamá, Panamá |                                              |
| G                                                             | 3-0    | Mario Mendoza       | KO   | 1 (6)        | 1973-09-01 | Gimnasio Neco de la Guardia, Ciudad de Panamá, Panamá |                                              |
| G                                                             | 2-0    | Felipe Gómez        | KO   | 2 (4)        | 1973-07-14 | Gimnasio Nuevo Panamá, Juan Díaz, Panamá              |                                              |
| G                                                             | 1-0    | Eduardo Mena        | KO   | 1 (4)        | 1973-06-16 | Gimnasio Nuevo Panamá, Juan Díaz, Panamá              |                                              |